# جائزة الصين الكبرى 2011
جائزة الصين الكبرى 2011 (بالإنجليزية: 2011 Chinese Grand Prix)‏ هو سباق فورمولا 1 أقيم بتاريخ 17 أبريل 2011 في حلبة شانغهاي الدولية، الصين. كان الثالث من أصل 19 في بطولة العالم لسباقات الفورمولا واحد موسم 2011. حلّ البريطاني لويس هاملتون أولا بينما جاء الألماني سباستيان فيتل في المركز الثاني وحصل على المركز الثالث الأسترالي مارك ويبر.